# Psychedelic Rock
Psychedelic Rock ist eine Spielart der Rockmusik, die sich um 1965 in Großbritannien und den USA entwickelte. Sie setzte sich als einer der bedeutenden Bestandteile der westlichen Popkultur durch. Die Blütezeit dauerte bis Ende der 1960er Jahre an, aber auch später griffen viele Musiker oft Elemente davon wieder auf. Bis heute gibt es weltweit psychedelisch geprägte Bands. Als wesentliche Gemeinsamkeit der beteiligten Interpreten lässt sich die Verwendung ungewöhnlicher und neuartiger Klänge sowie der bisweilen experimentelle Umgang mit Songstrukturen feststellen, die vormals einfacher gehalten waren.

## Begriff
Der Begriff Psychedelic wurde von Humphry Osmond gemeinsam mit Aldous Huxley erfunden und beschreibt die Auswirkungen halluzinogener Drogen auf die Wahrnehmung des Menschen. Erstmals Erwähnung fand der Begriff Psychedelic in Osmonds Abstract A Review of the Clinical Effects of Psychotomimetic Agents von 1957 und hat sich seitdem in der Psychiatrie etabliert.
Anstelle von Psychedelic Rock wurde häufig auch der Begriff Acid Rock in Anspielung auf die Droge LSD verwendet, ebenso die leicht abgewandelte Schreibweise Psychedelia. So findet man Begriffe wie Sixties Psychedelia oder Neo-Psychedelia. Eine häufige Verwendung fand auch die Kurzform Psych. Im deutschsprachigen Raum wurde der Fachbegriff als Psychodelic oder Psychodelisch eingedeutscht. Es gab immer wieder Ambitionen, die Stilrichtung in Kategorien aufzusplitten. Für einige extreme Bands des Psychedelic Rock wurde 1978 die Kategorie Acid Punk erfunden. Zudem gab es Kategorien wie Raga Rock, in Anlehnung an die indische Ragamusik, oder Space Rock.
Die früheste bisher bekannte Verwendung des Begriffs Psychedelic in der populären Musik findet sich bei einer Version des Hesitation Blues des Folk-Duos The Holy Modal Rounders auf ihrer ersten Schallplatte von 1964.

## Geschichte

### 1960–1964: Die musikalische Situation in den USA
Der Psychedelic Rock hat seinen Ursprung in der Bay Area um San Francisco und geht Hand in Hand mit der Entwicklung der Hippiebewegung als Gegenkultur. In den frühen 1960er Jahren dominierte in San Francisco die fast ausschließlich akustisch instrumentierte Folkmusik. Die Musiker spielten in den unzähligen Caféhäusern und Bars der Stadt. Die Folkwelle in San Francisco wurde von den Überresten der Beatniks getragen, die sich im Haight-Ashbury Viertel ansiedelten. Auch in anderen Großstädten der USA war die auch als American Folk Music Revival bezeichnete Folkmusik in Kreisen der Bohème populär. Im Umland von San Francisco gab es viele kleine Musiklabel, deren Bands sich weitgehend unbeachtet am Rock ’n’ Roll der Fünfziger oder der Surfmusik im Stil der landesweit populären Beach Boys orientierten. Neben den Beach Boys und einigen Folk-Musikern waren die Girlgroups und der poppige Soul des Motown Labels in den Charts vertreten. Mit der British Invasion kam es zu einer Wende. Als Vorläufer in den USA galten die Beau Brummels und die Byrds, die als Mods gekleidet mit einer 12-saitigen elektrischen Gitarre der Firma Rickenbacker den Klang der britischen Bands The Beatles und The Searchers kopierten. Im Frühjahr 1965 erreichten die Byrds mit einem der ersten Folk-Rock-Stücke Mr. Tambourine Man, einer Coverversion von Bob Dylan, Platz eins in den Billboard Charts. Die Elektrifizierung der Folkszene begünstigte die Entwicklung zum Psychedelic Rock.

### 1965: Aufblühen einer musikalischen Nischenkultur
Am 29. Juni 1965 gab die US-amerikanische Band The Charlatans ihr erstes Konzert im Red Dog Saloon in Virginia City (Nevada). Das Bandmitglied George Hunter kreierte das erste „psychedelische“ Plakat, auch Seed (dt.: Saat) genannt, das deutlich vom Jugendstil inspiriert war. Diese grafisch aufwändigen Konzertplakate sollten zu einer wichtigen Begleiterscheinung des Psychedelic Rock werden. Für den Auftritt der Charlatans im Red Dog Saloon gestaltete Bill Ham eine Lichtshow (englisch Lightshow). Zu seiner Ausrüstung gehörten z. B. Tageslichtprojektoren, auf denen verschiedene kinetische Materialien zum Einsatz kamen. Sein Ziel war es, ein sich selbstständig bewegendes „Lichtgemälde“ an die Wand zu projizieren. Aufwändig gestaltete Lichtshows waren ein weiteres Merkmal, das den Psychedelic Rock begleiteten sollte. Der Musikstil der Charlatans unterschied sich vom damals üblichen Folk bzw. Folk-Rock. Sie klangen wie eine US-amerikanische Version der Rolling Stones und waren angeblich die erste Rock-Band, die unter dem Einfluss von LSD ein Konzert gab. Die Charlatans waren eine wichtige Band zur Entwicklung des San Francisco Sound und des Psychedelic Rock.
Im Juli 1965 trafen sich Jim Morrison und Ray Manzarek in Los Angeles. Ihr Beschluss, gemeinsam Musik zu machen, führte einige Monate später zur Gründung der Band The Doors. Die Band bezog sich mit ihrem Namen auf den Dichter William Blake: “If the doors of perception were cleansed every thing would appear to man as it is, infinite”, übersetzt in Deutsch: „Würden die Pforten der Wahrnehmung gereinigt, erschiene den Menschen alles, wie es ist: unendlich“. Aldous Huxley zitierte diesen Satz von Blake in seinem Buch The Doors of Perception, das The Doors vermutlich als Quelle diente.
In Großbritannien erschien am 30. Juli die Single See my Friends von The Kinks, die dort Platz 10 als höchste Chartposition erreichte. Das Stück war direkt von der traditionellen indischen Musik beeinflusst. Ein Zwischenstopp in Mumbai, während einer Reise nach Australien und Neuseeland im Januar 1965, inspirierte den Sänger Ray Davies zu dieser Komposition. Auch die Yardbirds experimentierten mit einer indischen Instrumentation während der Aufnahmen zu Heartful of Soul. Ihr Produzent Giorgio Gomelski hatte Tabla- und Sitarspieler zu den Aufnahmen eingeladen, die aber damals unveröffentlicht blieben.
In den USA erschien die Single The Trip von Kim Fowley, textlich eine Hommage an LSD. Einige Stammgäste des Red Dog Saloon gründeten in Haight-Ashbury die Aktivistengruppe The Family Dog. Dazu gehörten Luria Castell, Ellen Harman und Alton Kelley. Sie organisierten am 16. Oktober, nach dem Vorbild des Red Dog Saloon, ein Konzert in der Longshoremen’s Hall, bei dem die Charlatans, The Great Society und Jefferson Airplane auftraten. Die Lichtshow gestaltete Bill Ham. Eine Woche später fand eine weitere Veranstaltung von Family Dog mit den Charlatans und der Folk-Rock-Band The Lovin’ Spoonful statt. Zu dieser Zeit stieß Stanley „Mouse“ Miller zu Family Dog hinzu. Alton Kelley und Stanley Mouse gestalteten in Zukunft erfolgreich psychedelische Konzertplakate und Plattencover.
Am 27. November hatte Ken Kesey den ersten Acid Test (dt.: LSD-Test) ins Leben gerufen. Dabei handelte es sich um aufwendige Partys, die zunächst in La Honda, einem Landsitz in der Nähe von San Francisco, später auch an anderen Orten von Kesey organisiert wurden. Wer daran teilhaben wollte, musste sich verrückt anziehen und einen US-Dollar Eintritt zahlen. Dafür durfte man so viel mit LSD versetzten Orangensaft trinken, wie man wollte. Die Acid Tests entwickelten sich zu einer Multimedia-Show mit mehreren Filmen, die gleichzeitig liefen, einer Lichtshow mit Stroboskopen und Spotlights mit Farbfiltern und Live-Musik. Während des zweiten Acid-Tests im Dezember 1965 trat eine Folk-Rock-Band namens The Warlocks auf, die später unter dem Namen Grateful Dead berühmt wurde.
Die Beatles veröffentlichten am 3. Dezember 1965 das Album Rubber Soul. Auf dem Stück Norwegian Wood (This Bird Has Flown) des Albums spielte George Harrison auf einer Sitar. Sitarklänge, wenn auch nur mit einer E-Gitarre simuliert, und weitere indische Instrumente, sowie indisch klingende Melodien wurden in der Folge zu einer Modeerscheinung.

### 1966: Der multimediale Stil setzt sich durch
In Haight-Ashbury wurde am 3. Januar der erste Headshop, The Psychedelic Shop, eröffnet. Das Geschäft verkaufte neben Science-Fiction-Literatur Bücher von Hermann Hesse (z. B. Der Steppenwolf und Siddhartha), Aldous Huxley, Timothy Leary, Alan Watts, sowie Bücher, die fernöstliche Religionen und den Okkultismus thematisierten. Weiterhin befanden sich Produkte aus der aufblühenden Undergroundkultur wie Comics, Magazine, Kunst und auch Raucherutensilien im Angebot. Der Psychedelic Shop wurde zu einem zentralen Anlaufpunkt für die Szene. Gegen Ende Januar 1966 fand in San Francisco das drei Tage andauernde Trips Festival in der Longshoremen’s Hall statt. Die Grateful Dead traten auf, die für ihre wilden Improvisationen und exzessiven Gitarrensoli während ihrer Liveauftritte berühmt werden sollten. Ein weiterer Bestandteil des Festivals war der achte Acid Test. Das multimediale Festival galt aufgrund seiner Dauer, des Umfangs der Darbietungen und der Besucherzahlen als ein wichtiges Ereignis der psychedelischen Bewegung in Kalifornien.
Chet Helms, ein loses Mitglied der Aktivistengruppe The Family Dog, gründete Anfang Februar die Agentur Family Dog Productions und organisierte unter diesem Markenzeichen bis 1970 eine große Anzahl von Konzerten in der Region um San Francisco. Im gleichen Monat veröffentlichten The Yardbirds die Single Shapes of Things. Bei der Aufnahme dieses Stücks imitierte der Gitarrist Jeff Beck den Klang einer Sitar mit E-Gitarre und einer Fuzzbox. The Byrds nahmen eine zweite Version von Eight Miles High auf, die im März veröffentlicht wurde. Bemerkenswert an diesem Stück war das hektische, von John Coltrane beeinflusste, modale Gitarrenspiel.
Der Künstler Andy Warhol veranstaltete am 8. April unter der Bezeichnung Exploding Plastic Inevitable eine Reihe von Shows im East-Village-Viertel von New York. Die Band The Velvet Underground trat auf. Die Bandmitglieder waren komplett in Schwarz gekleidet und trugen dunkle Sonnenbrillen, um von der Lichtshow nicht geblendet zu werden. Am 1. Mai hatte die Show ein dreitägiges Gastspiel in San Francisco. Die Lichtshow bestand aus einer Spiegelkugel, die von Spots mit Farbfiltern angestrahlt wurde. Dazu liefen statische Warhol-Filme wie Sleep und Empire State Building, während The Velvet Underground über Sadomasochismus und Heroinsucht sangen. Eine Tänzerin führte eine Darbietung mit einer Peitsche auf. Charles Perry kommentierte die Exploding Plastic Inevitable in San Francisco mit den Worten:

„Nun, das war es also, was in New York passierte: Heroin, Perversion, Überheblichkeit, Stillstand. Nichts bahnbrechendes, außer der Erkenntnis, dass San Francisco am Ende vielleicht doch nicht so provinziell war. Das psychedelische Publikum ging nach Hause, von der Last befreit mögliche Ereignisse im Auge behalten zu müssen, die anderswo geschahen.“

Die Ablehnung beruhte auf Gegenseitigkeit, denn der Sänger und Gitarrist der Velvet Underground äußerte sich nicht weniger zurückhaltend:

„Wir hatten eine eindeutige Meinung von der Szene in San Francisco. Sie war langweilig, eine Lüge und untalentiert. Weißt du, Leute wie Jefferson Airplane, Grateful Dead waren einfach nur die untalentiertesten Langweiler, die es je gegeben hat.“

Am 16. Mai erschien von den Rolling Stones das Stück Paint It Black, das psychedelische Elemente enthielt. Der Gitarrist Brian Jones spielte hier auf der Sitar. Nur ein paar Tage später veröffentlichten die Beach Boys das Album Pet Sounds. Neben den in der Rockmusik bis dahin üblichen Instrumenten verwendete Brian Wilson ein Theremin sowie Cembalos, Flöten und Kirchenorgeln als zusätzliche Instrumentierung. In das Album flossen auch Geräusche wie z. B. Fahrradklingeln, Aufnahmen von vorbeifahrenden Zügen und bellenden Hunden ein. Für die Beach Boys war es eine Abkehr von ihrer bisherigen Kompositionstechnik, die auf einfacheren Strukturen des Rock ’n’ Roll basierte. Das Album Pet Sounds war wesentlich komplexer in den Arrangements und seinen Kompositionen. Es erreichte als höchste Position Platz 2 in den britischen Charts und Platz 10 in den USA.
Die Beatles veröffentlichten am 5. August das Album Revolver. Es enthielt gleich mehrere psychedelische Stücke, von denen Tomorrow Never Knows am außergewöhnlichsten war. Der Komponist John Lennon zitierte im Text das Tibetanische Totenbuch und nutzte dazu Timothy Learys The Psychedelic Experience als Quelle. Während der Aufnahme benutzte man eine Vielzahl von Effekten und Studiotricks. So wurden Loops verwendet, welche auf Ideen von Paul McCartney zurückgingen. Er begann mit Tonbändern zu experimentieren, nachdem er die elektronische Komposition Gesang der Jünglinge im Feuerofen von Karlheinz Stockhausen gehört hatte. Der Gesang von Lennon wurde elektronisch verfremdet, um, wie er es ausdrückte, zu klingen, als wäre er der Dalai Lama, der singend auf einem Berggipfel saß.
Die Band The Electric Prunes veröffentlichten im September 1966 die Single I Had Too Much to Dream (Last Night) die Platz 11 in den amerikanischen Billboard-Charts und Platz 49 in Großbritannien erreichte. Die Band verwendet bei der Aufnahme Effekte wie Reverb, Fuzzbox, Delay und rückwärts laufende Gitarrensoli, was dem Stück eine traumhafte, absonderliche Stimmung verlieh.
In London fand am 14. Oktober in der All Saints Hall eine Benefizveranstaltung für die Free School in Notting Hill statt. Die Amerikaner Joel und Tony Brown aus Timothy Learys Millbrook Center veranstalteten eine Lichtshow, wie sie in den USA üblich war, während auf der Bühne die Band Pink Floyd spielte. Auch das Plakat zur Veranstaltung zeigte mit seinen knalligen Farben und geschwungenen Linien deutliche Parallelen zur Entwicklung in der Bay Area. Pink Floyd waren zu der Zeit eine noch unbekannte Gruppe, zählten aber schon zu den Hauptakteuren in der wachsenden psychedelischen Undergroundkultur in Großbritannien.
Im Herbst des Jahres erschienen die ersten zwei Alben, die das Wort Psychedelic im Titel trugen: The Psychedelic Sounds of the 13th Floor Elevators von den 13th Floor Elevators und Psychedelic Moods von The Deep. Etwas später folgte das Album Psychedelic Lollipop von den Blues Magoos.

### 1967: Vom Untergrund in die Charts

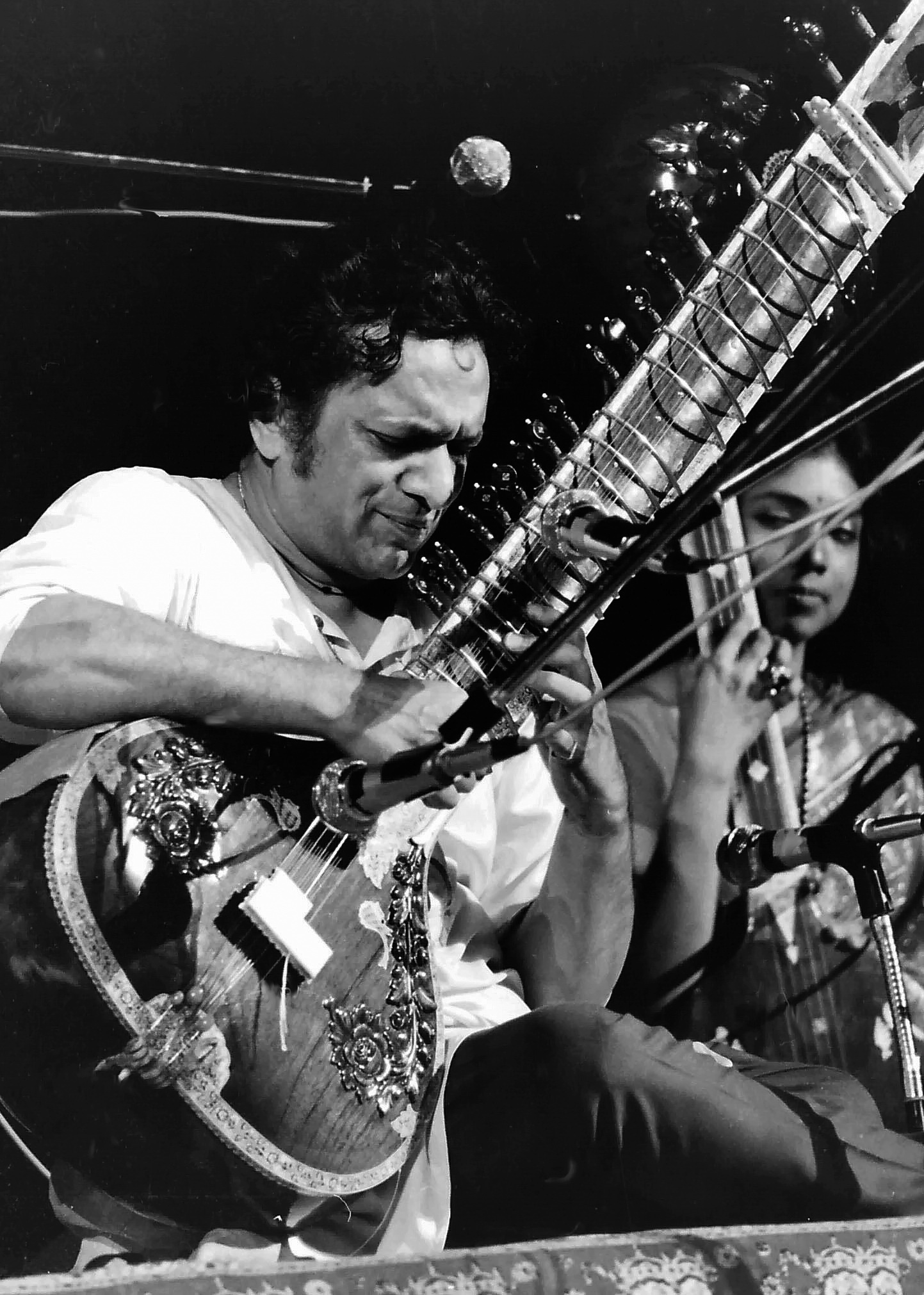
Ravi Shankar spielt Sitar in Woodstock, 1969

Das Jahr 1967 begann mit einer Veröffentlichung der Doors. Deren Album mit dem schlichten Titel The Doors enthielt das knapp zwölf minütige Stück The End, welches eine ungewöhnlich düstere Atmosphäre ausstrahlte. Der von Jim Morrison gesungenen Text spielte mit der Thematik des Ödipuskomplexes und handelte von Wahnsinn, Inzest und Vatermord. Das Stück war auch Gegenstand der Zensur durch die Plattenfirma Elektra, die darauf bestand, das Wort „Fuck“ aus dem Text zu streichen. Das Stück Break on Through (To the Other Side) des gleichen Albums wurde ebenfalls zensiert. Die Plattenfirma bestand hier auf der Streichung des Wortes „High“ in der Textzeile „She gets high“ (dt.: Sie ist berauscht). Die Texte der Doors standen weniger für die Romantisierung von Erfahrungen unter Drogeneinfluss, sondern waren trotz ihrer Surrealität als kämpferischer Ansatz gegen soziale Repressionen gerichtet. Deutlich wird der Unterschied mit der Veröffentlichung des Albums Surrealistic Pillow von Jefferson Airplane einen Monat später. Es enthält das Stück White Rabbit, das später im Juni auch als Single veröffentlicht wurde, und Platz 8 in den USA erreichte. Im Text von White Rabbit zieht Grace Slick Parallelen zwischen den Erlebnissen im Drogenrausch und dem Werk Alice im Wunderland und der Fortsetzung Alice hinter den Spiegeln von Lewis Carroll. Eine sorgenfreie und ähnlich verklärte Traumwelt kreierte John Lennon in Strawberry Fields Forever, das von den Beatles im Februar veröffentlicht wurde.
Am 11. März erschien Arnold Layne, die erste Single von Pink Floyd. Die Band war inzwischen zu einer Art Hausband des UFO Clubs in London geworden. Der UFO Club bot neben Live-Musik und Filmen z. B. von Andy Warhol und Kenneth Anger auch Lesungen, Lichtshows und Tanzaufführungen. Dort sammelte sich die Szene Londons und bildete den Mittelpunkt der Untergrundkultur nach US-amerikanischem Vorbild. Der Club war ebenfalls Veranstalter des 14 Hour Technicolour Dream das am 29. April 1967 in London stattfand. Es war die erste größere Multimediashow in London mit Live-Musik von Pink Floyd, Soft Machine, The Crazy World of Arthur Brown, The Pretty Things, John’s Children und Social Deviants.
Ebenfalls in Großbritannien erschien im März die Single Purple Haze von Jimi Hendrix Experience und erreichte dort Platz 3. Purple Haze bezeichnete eine LSD-Pille von doppelter Stärke mit einer aufgedruckten Eule und wurde von Owsley Stanley speziell für Hendrix hergestellt. Die Single erschien in den USA erst drei Monate später, fast zeitgleich mit Hendrix’ Album Are You Experienced?. Das Album erreichte Platz 5 in den USA und Platz 2 in Großbritannien. Das Titelstück verwirrte den Hörer mit rückwärtslaufenden Gitarren- und Schlagzeugloops und stellte das ungewöhnlichste Stück auf dem Album dar.
Die Entwicklung des Psychedelic Rock verlief – trotz vieler Parallelen – in Großbritannien anders als in den USA. Während in den USA von San Francisco ausgehend die Untergrundkultur nach und nach an Popularität zunahm, hatten populäre britische Musikgruppen wie z. B. die Beatles diesen Trend selbst aufgegriffen und mitgestaltet, aber dennoch entwickelte sich die passende Untergrundkultur in Großbritannien erst mit einiger Verzögerung. Eine Ursache dafür lag bei den Radiosendern in Großbritannien, die vornehmlich auf das Spielen der Top 40 aus den Hitlisten fokussiert waren. Das änderte sich erst im Mai, als der beliebte Piratensender Wonderful Radio London die Sendung The Perfumed Garden ausstrahlte. Der Moderator John Peel, der gerade von seinem Aufenthalt in Los Angeles nach London zurückgekehrt war, spielte in seiner Sendung eine Mixtur aus Folk, Folk-Rock, Blues und Psychedelic Rock jenseits der Charts. Damit verbesserte sich der Informationsfluss über die musikalische Entwicklung in den USA. Und so bekamen auch unbekannte britische Bands die Chance, gesendet zu werden.
Am 1. Juni erschien in Großbritannien offiziell das Konzeptalbum Sgt. Pepper’s Lonely Hearts Club Band von den Beatles. Das Album setzte in puncto Produktionstechnik und musikalischer Kreativität neue Maßstäbe. Das zu einem chaotischen Crescendo steigernde Symphonieorchester in A Day in the Life wurde legendär. Auch George Harrisons Frage-und-Antwort-Spiel (Call and Response) zwischen seiner Sitar und einem Symphonieorchester auf Within You Without You, sowie die Klangimitation einer Dampforgel auf Being for the Benefit of Mr. Kite! waren, neben dem oft mit LSD in Verbindung gebrachten Stück Lucy in the Sky with Diamonds, weitere spektakuläre Höhepunkte des Albums. Das Sergeant-Pepper-Album veränderte den Tonträgermarkt. Zum ersten Mal verkaufte sich ein Album besser als Singles. Für die Musikindustrie entwickelte sich der Psychedelic Rock so zu einem lohnenden Geschäft:

„Acid-Musik war LP-Musik, und eine LP kostete viermal soviel wie eine Single. Wenn es jemals eine Droge gab, die einen zutreffenden Namen trug, dann war das LSD. Die Pound, Shillings und Pence (engl. abgekürzt: £,s,d), die damit verdient wurden, hatten auf die gesamte Industrie […] einen starken Einfluss.“

Im August 1967 verwendeten die Small Faces in dem Stück Itchycoo Park einen ungewöhnlich deutlich hörbaren Flanger-Effekt. Die Single erreichte Platz 3 in den britischen Charts. Im September 1967 veröffentlichte Capitol Records das Album Smiley Smile von den Beach Boys. Dabei handelte es sich um die Überreste eines angeblich als Konzeptalbum geplanten Werkes mit dem Titel Smile das zum wohl berühmtesten unveröffentlichten Album der Musikgeschichte wurde. Verschiedene Umstände führten dazu, dass Brian Wilson das Album nicht fertigstellte. In verschiedenen Interviews, unter anderem in der Dokumentation I just wasn’t made for this times von Don Was führte Brian Wilson als Ursachen persönliche Umstände und psychische Probleme an. Der kreative Wettstreit mit den Beatles spielte angeblich ebenfalls eine Rolle. Aber auch der Konsum von Marihuana, LSD, Amphetaminen und Barbituraten zu jener Zeit hatten laut Wilson einen desaströsen Einfluss auf seine Arbeit. Im Oktober verkündete die Band The Who auf ihrer neusten Single I can See for Miles und erreichte damit Platz 10 in den britischen Single-Charts. Kurz darauf ließen The Who das Konzeptalbum The Who Sell Out folgen, und die Rolling Stones veröffentlichten Their Satanic Majesties Request. Das Repertoire der Rolling Stones umfasste bis dahin kaum psychedelische Stücke. Nach dem enormen Erfolg der Beatles mit dem Sgt.-Peppers-Album sahen sich so selbst die Rolling Stones gezwungen, etwas vergleichbares zu veröffentlichen.

### 1968–1969: Zenit und Abstieg
In den Jahren 1968 bis 1969 sollten viele weitere Bands dem Trend folgen und der Psychedelic Rock erreichte seinen Höhepunkt. Gleichzeitig machte der Summer Of Love der Hippie-Bewegung in Kalifornien Schlagzeilen, und die kommerzielle Version des Psychedelic Rock wurde, angereichert mit Folk- und Pop-Künstlern, als Flower Power vermarktet. Dieser Begriff war weitestgehend vom positiven Hippie-Image des „Love, Peace & Happiness“ (dt.: Liebe, Frieden & Glück) geprägt und war thematisch frei von Drogen. In dieser Zeit hatte Vanilla Fudge ihre größten Erfolge.
Die Welle sollte anhalten, bis die Mode 1969 langsam verebbte. Viele Bands lösten sich auf oder wandten sich dem schlichten Rock oder Pop zu. Einige Bands und Musiker komponierten immer längere Stücke und verstanden Psychedelic Rock zunehmend als Kunstform. Hier fand ein fließender Übergang zum Progressive Rock statt. Auch die Wurzeln einiger der klassischen englischen Hardrockbands der 1970er Jahre wie Deep Purple, Black Sabbath, Led Zeppelin, Judas Priest und UFO führen in den bluesbeeinflussten Psychedelic Rock zurück.

## Der Einfluss von LSD auf die Popkultur
In den späten 1950er und frühen 1960er Jahren wurde LSD in den USA von den Massenmedien als Heilmittel für psychische Probleme angepriesen. Der prominente Schauspieler Cary Grant z. B. lobte öffentlich die positive Wirkung des Medikaments in Bezug auf seine Sexualität. Viele Psychiater verschrieben LSD an Schriftsteller, Schauspieler, Musiker und Regisseure, um kreative Blockaden zu lösen. Die Psychologen entdeckten es als ein mögliches Mittel zum besseren Verständnis der Emotionen ihrer Patienten, und LSD war Gegenstand von der Regierung geförderter Forschungsprojekte. Der Konsum von LSD war bis 1966 in den USA legal und fand in den verschiedensten Künstlerszenen, in höheren Gesellschaftsschichten, bei Studenten und den Hippies Verbreitung. Der Konsum von Drogen in Künstlerkreisen stellte im Wesentlichen nichts Besonderes dar. Neu, und im Verlauf der sechziger Jahre zunehmend, war allgemein der offene Umgang mit Drogen und LSD im Besonderen. Populäre Musiker gaben den Konsum öffentlich zu und diskutierten Fragen der Wirkung und Folgen des Konsums sowie rechtliche Aspekte, mit denen Musiker z. T. auch unfreiwillig konfrontiert wurden. Auf diese Weise wurden Drogen wie Marihuana und LSD populär.

### Timothy Leary
Der renommierte Harvard-Professor für Psychologie Timothy Leary experimentierte seit 1960 mit halluzinogenen Drogen, insbesondere seit 1961 mit LSD in mehreren Studien. Aufgrund zunehmender Kritik an den Studien von Leary verlagerte er sie 1962 nach Zihuatanejo in Mexiko und beschränkte sie auf die Sommermonate. Dort sollten die Erfahrungen mit der Droge in einer Gruppe erlebt und ausgewertet werden. Schon das zweite Sommercamp im Jahr 1963 wurde von vielen Früh-Hippies aufgesucht, was die enorme Popularität von Leary unterstrich. Die ersten Ergebnisse der Arbeit publizierte Leary 1964 zusammen mit Richard Alpert und Ralph Metzner in dem Buch The Psychedelic Experience. Das Buch war eine detaillierte Anleitung zum Gebrauch von LSD mit Hilfe asiatischer Philosophien auf der Basis des tibetischen Totenbuches. Die Popularität und die Arbeiten von Timothy Leary machten ihn zu einer Schlüsselfigur in der US-amerikanischen Gegenkultur der sechziger Jahre.

### Ken Kesey und die Merry Pranksters

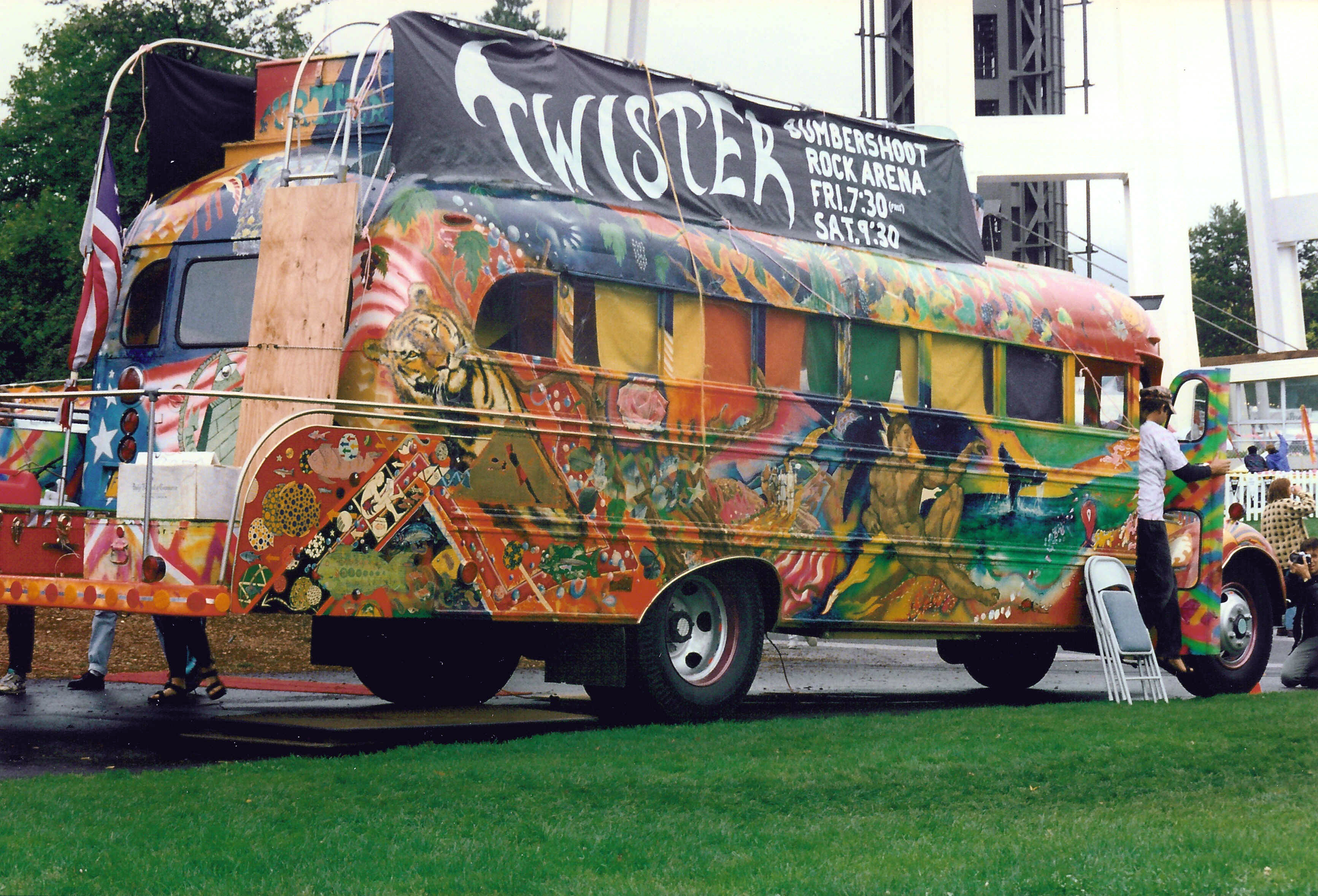
Rückansicht des Further

Im Juni 1964 startete Ken Kesey mit den Merry Pranksters (dt.: fröhliche Schlingel), eine Reise in einem alten Schulbus, genannt Further, von La Honda, einem Landsitz in der Nähe von San Francisco. Seine Idee war es, den Gebrauch von LSD im Rahmen von Happenings zu propagieren und einen Kinofilm zu drehen, der die Reise dokumentierte. Das Ziel der Reise war Millbrook, ein Ort im Bundesstaat New York, wo sich Timothy Leary zu der Zeit aufhielt. Während der gesamten Fahrt konsumierten Kesey, die Pranksters und die Gäste ihrer Happenings Marihuana und LSD, das in Orangensaft aufgelöst wurde. In Millbrook angekommen traf Kesey u. a. Jack Kerouac, Allen Ginsberg und letztendlich Timothy Leary, um schließlich im August 1964 mit 45 Stunden Filmmaterial nach La Honda zurückzukehren. Der Film wurde im Frühjahr 1965 fertiggestellt, aber nie kommerziell veröffentlicht. Dennoch sorgten die Aktivitäten von Ken Kesey landesweit für Aufmerksamkeit.

## Stil

### Klangcharakteristik
Eine grundlegende Voraussetzung zur Entstehung dieser Musik war die Arbeit von Joe Meek, der die Aufnahmetechnik im Tonstudio revolutionierte. Auf dieser Basis konnten die Musiker einer Band getrennt und zeitversetzt aufnehmen. Eine weitere wichtige Vorarbeit leistete der Produzent Phil Spector. Doch auch technische Neuerungen wie das Wah-Wah-Pedal, die Fuzzbox sowie Effektgeräte spielten eine große Rolle. Weiterhin charakteristisch waren Rückkopplungs-, Phasing- und Echoeffekte. Gerne wurden auch Tricks mit den Aufnahmebändern verarbeitet: Das Einfügen von rückwärts laufenden Gitarren oder Teilen des ganzen Stücks, Wiederholungen durch das Anlegen von Schleifen (Loops) oder Manipulationen an der Geschwindigkeit des Aufnahmebandes gehörten zu den häufig verwendeten Effekten.
Viele der ersten Bands orientierten sich musikalisch am Rhythm & Blues sowie der US-amerikanischen Folk-Musik. Die USA standen zu der Zeit unter dem Einfluss der British Invasion. So kann man auch einen Einfluss der Beatmusik auf den Psychedelic Rock ausmachen. Bei den Live-Auftritten der Bands kam es unter dem Einfluss von Drogen zum Teil zu langen Improvisationen und wilden Experimenten. Bei Studio-Aufnahmen kam dies vorerst kaum zur Geltung. Vor allem durch den Einfluss der Beatles und der Beach Boys wurden die Stücke jedoch immer komplexer. Es standen Klangtüfteleien und Kompositionen im Vordergrund, die mit einem erweiterten Instrumentarium mit den einfachen Strukturen und einigen Traditionen des Rock ’n’ Roll brachen. Die Ausdrucksweise konnte allerdings variieren. In Großbritannien war die Musik poppiger als in den USA, wo sich die Musiker deutlicher an ihren musikalischen Wurzeln orientierten. Auch innerhalb der USA gab es Unterschiede zwischen den künstlerisch ambitioniert und kühl wirkenden Bands der Ostküste und den vom Mystizismus und den Hippie-Idealen geprägten Bands der Westküste.
Als die ersten Aufnahmen von längeren Musiktiteln erschienen, gab es auch mehr Freiraum für Experimente. Bei Aufnahmen, die das Radioformat von drei bis höchstens vier Minuten überschritten, hatte man Bedenken bezüglich der Akzeptanz in den Medien und beim Publikum. Die positive Resonanz auf die ersten längeren Titel von den Rolling Stones, The Doors oder The Beatles überwand diese Barriere. Musiker, die ihre Experimente vorher nur spärlich als überraschendes Element eingesetzt hatten, bekamen plötzlich einen Rahmen zum Ausleben ihrer Ideen.

### Die Texte
Großen Einfluss auf die Texte hatten die südasiatischen Religionen und die damit verbundenen Themen der Bewusstseinserweiterung. Alles bekam einen surrealen und esoterischen Anstrich. Weiterhin gab es einen direkten Einfluss aus der Literatur der Beatniks und der Science-Fiction- sowie der Fantasy-Literatur. Es flossen auch Erfahrungen aus dem Konsum von Drogen in die Texte ein. In der Untergrundszene beschäftigten sich auch viele Bands mit dem albtraumhaften Bad Trip, somit den eher negativen Erfahrungen mit Drogen. In den Medien wurde das Thema gerne aufgegriffen und vielen Bands die Verherrlichung von Drogen vorgeworfen. Die Single Eight Miles High von den Byrds z. B. landete in den USA wegen Drogenverherrlichung auf dem Index und wurde von den Radiostationen boykottiert. Der Text beschreibt jedoch lediglich die erste Flugreise des Gitarristen Gene Clark nach London. Auch dem Titel Lucy In The Sky With Diamonds von den Beatles wurde Drogenlastigkeit nachgesagt, was Paul McCartney in einem Interview 2004 bestätigte. Dass es sich bei dem Text von She Said, She Said um Erlebnisse im Drogenrausch handelt, wie die Beatles erzählten, hatte jedoch vorher niemand vermutet.

## Bedeutung und Einfluss der Musik
Ähnlich wie der Rock ’n’ Roll veränderte der Psychedelic Rock die Musikwelt weitreichend. Es wurden Dinge selbstverständlich, die vorher noch als riskant, verpönt oder gar unmöglich galten. Es kamen Streichinstrumente oder Blasinstrumente zum Einsatz, die vorher nur in Stilrichtungen verwendet wurden, die man nicht dem Rock zuordnete. Es kamen auch exotische Instrumente wie die Sitar, Tablas, das Mellotron und die ersten Synthesizer zum Einsatz.
Neben den Instrumenten konnten auch direkte Einflüsse aus anderen Stilrichtungen in der Rockmusik Fuß fassen. Neben Jazz und Folk öffnete man sich auch der Klassischen Musik. So gab es Tendenzen, ein Album als ein thematisch geschlossenes Werk zu betrachten (Konzeptalbum). Im Underground führten diese neuartigen Tendenzen zur Bildung einer ersten „Rock-Avantgarde“. Dazu zählten Bands wie The Velvet Underground, The Fugs, The United States of America oder The Red Krayola.
Begleiterscheinungen wie das Psychedelic Poster und die Lightshow sind heute in Form von aufwendig gestalteten Konzertplakaten und einer mehr oder weniger ausgefeilten Bühnenbeleuchtung etablierte Bestandteile der Rockmusik.

### Einfluss auf andere Stilrichtungen
Der Psychedelic Rock beeinflusste zahlreiche andere Stilrichtungen, darunter:
- Die Soul- und Funk-Musik der 60er und 70er Jahre. Klar deutlich wird dies in Stücken wie Time Has Come Today von den The Chambers Brothers. Besonders George Clintons Funkadelic hat auf den frühen Alben psychedelische Musik präsentiert (z. B. Maggot Brain). Die große Mehrheit hielt jedoch an den Strukturen des Soul/Funk fest und verarbeitete lediglich die für den Psychedelic Rock typischen Effekte in ihrer Musik. Beispiele: The Temptations, The O’Jays, The Isley Brothers, Curtis Mayfield.
- Psytrance bzw. Goa-Trance
- Den Hard Rock der 1970er Jahre. Als Beispiel kann hier Whole Lotta Love von Led Zeppelin dienen, dessen instrumental-experimenteller Mittelteil als psychedelisch bezeichnet wird. Weitere Beispiele: Hawkwind, Deep Purple, Black Sabbath, Iron Butterfly.
- Bereiche des Metal der 1990er Jahre. Hier sticht etwa die Band Voivod hervor mit ihrer Coverversion des Pink-Floyd-Frühwerks Astronomy Domine. Auch Vertreter des Progressive Metal bedienen sich oft psychedelischer Elemente. Weitere Beispiele: Alice in Chains, Monster Magnet, Tiamat (Wildhoney). Auch Post-Metal-Bands wie Sólstafir und Cult of Luna haben psychedelische Einflüsse.
- Bereiche des Post-Punk ab Ende der 1970er Jahre. Neben dem Album Strawberries von The Damned oder Wires Album 154 gab es nicht nur Punk-Bands, die sich auf den Psychedelic Rock bezogen. Bands, die der aus dem Punk entstandenen Gothic-Rock-Bewegung zugeordnet werden, nutzten Elemente des Psychedelic Rock für ihre Zwecke. Oft bestand es darin, einen monotonen Klangteppich im Hintergrund zu erzeugen wie bei She’s in Parties von Bauhaus. Andere setzten wesentlich mehr Bezugspunkte wie z. B. Tuxedomoon in dem Lied Desire. Einen direkten Bezug findet man bei der Post-Industrial-Band Psychic TV, dessen Frontmann in Parallele zu den vielen Kulten der 1960er Jahre in den USA Thee Temple ov Psychick Youth gründete. Weitere Beispiele: XTC, Siouxsie and the Banshees, The Cure, Cocteau Twins, Paul Roland.
- Die als Shoegazing und Madchester bezeichneten Musikstile der späten 80er Jahre. Zu deren bekanntesten Vertretern gehörten The Charlatans (GB), Ride, Slowdive, Inspiral Carpets oder My Bloody Valentine. Letztere schufen mit ihrem Album Loveless eine modernisierte Variante des Psychedelic Rock. Vom Shoegazing kann man eine Linie ziehen zum Britpop der 1990er Jahre. Deren bekannteste Vertreter wie Oasis oder Blur bezogen sich direkt auf die Musik der 60er Jahre und den Psychedelic Rock. Weitere Beispiele: Supergrass, Radiohead und The Verve.
- Den seit den 1990ern existierenden Stoner Rock, der seine Einflüsse hauptsächlich aus dem Psychedelic Rock bezieht. Die bekanntesten Vertreter dieser Stilrichtung sind Kyuss, Wolfmother und Queens of the Stone Age.

### Neo-Psychedelia
Gegen Anfang der 1980er Jahre kam es im Zuge der Punk-Bewegung zu einem Revival, das als Neo-Psychedelia bezeichnet wurde. Hierzu zählten neben Vorläufern wie die amerikanische Band Chrome, die britischen Bands The Soft Boys und die Television Personalities. In Deutschland gehörten die 39 Clocks zu den frühesten Vertretern der Neo-Psychedelia. Auslöser des Revivals waren zum einen die Wiederveröffentlichung alter Aufnahmen aus den 1960er Jahren auf Kompilationen, wie z. B. der Nuggets-Kompilation von 1972 das 1976 in neuer Auflage erschienen war. Sowie die Zusammenstellungen der Pebbles-Serie von 1979 und das damit einhergehende Garagenrock-Revival, bei dem es viele Überschneidungen zum Psychedelic Rock gab. Zum anderen waren vor allem in Großbritannien Revivals wie das Mod-Revival, Rockabilly-Revival (siehe auch Psychobilly) oder das Ska-Revival modern geworden. Neo-Psychedelia folgte als ein weiteres Revival diesem Trend.
In den 1980er Jahren wuchs das Revival des Neo-Psychedelic um unzählige Bands, von denen die meisten von der großen Rockwelt unbeachtet im Untergrund wirkten. Spezialisierte Fanzines wie das britische Bucketful of Brains oder das deutsche Glitterhouse dokumentierten die Szene. In Los Angeles entstand eine Szene die unter der Bezeichnung Paisley Underground zusammengefasst wurde. Zu deren bekannteren Vertretern gehörten, Dream Syndicate, The Bangles und Green on Red. Weltweit gründeten sich immer mehr Bands die den Psychedelic Rock imitierten oder zu einem ihrer Haupteinflüsse machten, darunter Bands wie The Darkside, The Fuzztones, The Flaming Lips, Spacemen 3, Spiritualized und Temples. Aus Australien stammten The Church, in Neuseeland waren es The Chills und in Deutschland waren es die Kastrierten Philosophen, die ein wenig bekannter waren.

### Psychedelic Rock im 21. Jahrhundert
In den 1990er Jahren gewann elektronische Musik mit psychedelischen Einflüssen an Popularität. Die als Goa-Trance oder Psychedelic Trance bezeichnete Spielart elektronischer Musik sorgte für ein Revival der psychedelischen Kultur. Die Kulisse und der Charakter von Goa-Veranstaltungen ist denen von Psychedelic Rock früherer Zeiten häufig nachempfunden. Das wichtigste Merkmal psychedelischer Trance-Musik sind jedoch synthetisch generierte Klangflächen in Verbindung mit Ethno-Sounds, die der Musik einen hypnotischen Klang-Charakter verleihen. Bedingt durch die subkulturelle Verbundenheit beider Genres haben sich beide Musikrichtungen stets wechselseitig beeinflusst. Während Space Rock und Acid Rock späterer Jahrgänge viele Goa-Produktionen entscheidend beeinflusst hat, wurde in den 1990er und 2000er Jahren zunehmend auch psychedelische Rockmusik produziert, die sich am Goa-Sound orientierte. Nicht zuletzt durch die Erfindung der MIDI-Gitarre wurde es möglich, psychedelische Gitarren-Riffs und Synthesizer-Klänge miteinander zu verschmelzen.
Zeitgleich wurde im Rock-Bereich die Spielart Stoner Rock populär, die ebenfalls einen psychedelischen Charakter besitzt.
Der Stil zahlreicher Psychedelic Rock Bands, die sich gegen Ende der 1990er Jahre und in den 2000er Jahren formierten, verbindet diverse ältere Spielarten, insbesondere Acid Rock und Space Rock mit dem musikalischen Charakter der psychedelischen elektronischen Musik und weist dabei teils auch Elemente aus den Richtungen Stoner Rock und Heavy Metal vor. Zusammenfassend versteht sich unter zeitgenössischem Psychedelic Rock eine eher minimalistische Verschmelzung zahlreicher Stilrichtungen. Die Songs weisen in der Regel eine nicht-lineare Struktur vor, wobei aber häufig Passagen auftauchen, in denen kurze Gitarrenriffe in unterschiedlicher Parametrierung wiederholt werden. Auf Gesangseinlagen wird in der Regel verzichtet. Neben Gitarre, Bass und Schlagzeug kommt meist ein Synthesizer oder eine Orgel zum Einsatz. Songs mit einer Länge von über 20 Minuten sind auf Alben-Veröffentlichungen keine Seltenheit. Moderne Space Rock Veröffentlichungen wirken ein wenig melodischer und entspannter, während Acid Rock nach moderner Interpretation eher minimalistisch und techno-lastig wirkt, obwohl elektronische Klangerzeuger nur eine untergeordnete Rolle spielen und teilweise gar nicht vorhanden sind.
Ab 2010 gab es auch in Kambodscha mit der Psychedelic-Rock-Band The Cambodian Space Project um Frontfrau Kak Channthy ein Revival des Psychedelic-Rock. Die Band feierte weit über die Landesgrenzen hinweg Erfolge.
Psychedelic Rock ist auf Hippiefestivals immer noch populär. Seit spätestens der zweiten Dekade des 21. Jahrhunderts kann die Rede von einem Psychedelic-Revival sein, das auf Art einer Retro-Bewegung vollzogen wird. Besonders in Deutschland bekanntere Bands sind Acid Mothers Temple, Causa Sui, Earthless, Electric Moon, My Sleeping Karma, Ozric Tentacles, Samsara Blues Experiment, Seven That Spells, Vibravoid, Space Debris und weitere.